# Ірландське королівство
Ірла́ндське королі́вство (раньоірл.: Ríoghacht Éireann; сучас. ірл.: Ríocht na hÉireann, вимовляється [ənˠ ˌɾˠiːxt̪ˠ ˈeːɾʲən̪ˠ], англ. Kingdom of Ireland) — ірландська держава, яка існувала з 1542 по 1800 рік і займала весь острів Ірландія. 1 січня 1801 року Ірландське королівство і Королівство Великої Британії об'єдналися, створивши Сполучене Королівство Великої Британії та Ірландії.

## Проголошення королівства
Згідно з Актом Корони Ірландії, затвердженим Ірландським парламентом у 1542 році, Ірландія ставала королівством, а король Англії Генріх VIII, який мав до цього, як і його попередники, титул повелителя Ірландії, проголошувався королем Ірландії, першим із 1169 року. Припиняло своє існування Лордство Ірландія, створене в 1171 році після завоювання Ірландії Генріхом II, благословенним на це папською буллою Laudabiliter, виданою в 1155 році папою Адріаном IV.

## Керування державою
Головою держави був англійський монарх. Головою виконавчої влади та представником англійського короля був Лорд-Представник, пізніше Лорд-Лейтенант. На цю посаду призначалися, як правило, знатні англійські дворяни, хоча кілька разів це місце займали й ірландці. У XVIII столітті значення цієї посади стало зменшуватися і провідну роль став виконувати Генеральний Секретар Ірландії. Законодавчим органом Королівства Ірландія був двопалатний парламент, створений по англійському зразку й складався з палати Лордів і Палати Громад. Повноваження парламенту Ірландії були істотно обмежені цілим рядом законодавчих актів, головним чином — Актом Пойнінга, запропонованим Лордом-Представником Едуардом Пойнінгом у 1492 році, після закінчення війн Червоної та Білої троянд.
З 1693 року католики, а також представники таких гілок протестантизму, як баптизм, пресвітеріанство і методизм, не допускалися до складу парламенту, а їхні права були значною мірою обмежені серією законів, з 1728-го до 1793 року вони навіть не мали виборчих прав.